# El Foquers
El Foquers és una masia de Tavèrnoles (Osona) inclosa a l'Inventari del Patrimoni Arquitectònic de Catalunya.

## Descripció
Edifici civil d'utilització agrícola. Masia de planta rectangular, coberta a dues vessants a la part nord i amb el carener paral·lel a la façana, situada a llevant. A la part sud es forma un altre cos, que ubica els porxos i és cobert a una sola vessant que envia les aigües cap al sud. L'edifici consta de planta baixa i primer pis. La façana presenta un portal rectangular datat (1783) i tres portes més, totes amb marc de pedra excepte una, que el té de maó. Al primer pis s'obren tres finestres amb els ampits motllurats i lloses per a torratxes. Aquesta part és arrebossada i hi ha un esgrafiat (1784). A migdia hi ha un clos tancat a la planta, pilars quadrangulars als porxos i un rellotge de sol al primer pis. A ponent el mur és de tàpia arrebossada i amb petites obertures de pedra. La part de ponent és gairebé cega.

## Història
Antic mas Foquers, convertit segons la pronúncia local en Foqués.
Avui convertit en masoveria, forma part de la propietat del Banús, que està formada per 130 quarteres de bosc i 85 de conreu. Fins a finals de segle la propietat era molt més gran, però coincidint amb un moment de crisi al mas, es van desprendre del mas Bonarigues i de Can Malgoig.
No es pot precisar, almenys amb la documentació que hi ha, el moment en què el mas Foquers passà a formar part del patrimoni dels Banús, però possiblement formava part de l'àmplia partida de terra anomenada Guardiola, que pertanyia a la família Angulo. El que sí es pot observar a través de les dades constructives és que el mas fou reformat o ampliat al segle xviii.
Anys enrere els habitants del mas s'havien especialitzat en el cultiu de les pomes i s'està intentant tornar a l'explotació del pomer.